# Nils Collingro
Nils Collingro (* 26. November 1970 in Berlin) ist ein deutscher ehemaliger Basketballspieler. Der zwei Meter große Flügelspieler bestritt 47 Partien in der Basketball-Bundesliga für den Mitteldeutschen BC.

## Laufbahn
Collingro, der zeitweise auch Gerätturnen betrieb, spielte als Jugendlicher Basketball beim TuS Lichterfelde. 1995 verließ er seine Heimatstadt Berlin, wo er zuletzt für den DBV Charlottenburg gespielt hatte, in Richtung Weißenfels und spielte für den ortsansässigen SSV in der Regionalliga. 1997 gelang der Aufstieg in die 2. Basketball-Bundesliga. 1999 stieg er mit dem Weißenfelser Verein, der später in Mitteldeutscher BC umbenannt wurde, in die Basketball-Bundesliga auf. Collingro kam in zwei Erstligajahren zu insgesamt 47 Einsätzen und erzielte dabei im Schnitt 1,7 Punkte. Zudem spielte er mit dem MBC im europäischen Vereinswettbewerb Korać-Cup. Er stieg in Weißenfels zum Mannschaftskapitän auf. Während seiner Spielerlaufbahn studierte Collingro in Berlin, später in Leipzig und Halle Sportwissenschaft.
Im Anschluss an die Saison 2000/01 zog er sich aus dem Profibereich zurück und verstärkte bis 2003 die Mannschaft des SSV Lokomotive Bernau in der Regionalliga. In seinem letzten Bernauer Jahr trug er zum Aufstieg der Mannschaft in die 2. Bundesliga bei. Anschließend spielte er noch in der 2. Regionalliga für die Berliner Turnerschaft sowie in der Alt-Herrenmannschaft des DBV Charlottenburg.
Beruflich war Collingro im Veranstaltungsbereich für Alba Berlin und dann im Geschäftsfeld Informationstechnik tätig. Bis Ende Februar 2016 war Collingro stellvertretender Geschäftsführer des Special Olympics Deutschland e.V. und trat hernach wieder eine Arbeitsstelle im Bereich Informationstechnik an.